# Circuits continentals de ciclisme
Els circuits continentals de ciclisme són cinc programes de curses ciclistes en ruta creats per la Unió Ciclista Internacional el 2005. Aquests calendaris són complementàries a la del ProTour. Les proves que formen part d'aquests circuits estan obertes als "equips professionals continentals" i els "equips continentals". Algunes de les proves tenen la possibilitat de convidar els equips ProTour, aficionats nacionals o semi-professionals.
Els punts s'atorguen als primers ciclistes classificats de cada prova, establint una classificació individual i unq per equips per a cadascun dels circuits.
Els cinc circuits continentals són l'UCI Àfrica Tour, l'UCI Amèrica Tour, l'UCI Àsia Tour, l'UCI Europa Tour i l'UCI Oceania Tour.

## Les curses
Els circuits continentals estan compostos per curses internacionals, és a dir que garanteixen la participació d'un mínim de cinc equips estrangers, i es desenvolupen al seu continent.
L'UCI Europa Tour comprèn les curses que es desenvolupen a Europa entre el 15 d'octubre i el 14 d'octubre de l'any següent.
L'UCI Àfrica Tour, UCI Amèrica Tour, UCI Àsia Tour i UCI Oceania Tour tenen lloc entre l'1 d'octubre i el 30 de setembre de l'any següent.

### Jerarquia
Les proves internacionals que formen part dels circuits es divideixen en sis categories, siblolitzades per una primera xifra (1 o 2), sseguit d'una segona xifra o les lletres HC :
- La primera xifra indica el tipus de cursa: cursa d'un dia (1) o cursa per etapes (2).
- La segona xifra indica la categoria de la cursa: les més nivell, i que per tant atorguen més punts, són les qaulificades com a HC, seguides per les de primera i segona categoria.

Exemples de curses per categoria
| Nom                   | Categoria |
| --------------------- | --------- |
| Volta a Califòrnia    | 2.HC      |
| Omloop Het Nieuwsblad | 1.HC      |
| Volta a Múrcia        | 2.1       |
| París-Bourges         | 1.1       |
| Tour de Faso          | 2.2       |
| Duo Normand           | 1.2       |

### La participació dels equips a les curses
Els equips admesos a participar en les proves són diferents segons la categoria de les mateixes
- les curses HC accepten els equips ProTour, amb un mínim del 50% dels equips participants, els equips continentals professionals i els equips continentals del país on té lloc la cursa.
- les curses de classe 1 accepten els equips ProTour, amb un mínim del 50% dels equips participants, els equips continentals professionals, els equips continentals, així com els equips nacionals del país on té lloc la cursa
- les curses de classe 2 accepten els equips continentals professionals (per les proves de l'UCI Europa Tour sols poden ser del país on tenen lloc la cursa), els equips continentals, així com els equips nacionals, regionals i de club.

## Els equips
Els equips ciclistes internacionals, inscrits a l'UCI, estan dividits en tres categories:
- els equips titulats d'una llicència UCI ProTour
- els equips continentals professionals
- els equips continentals

### Els equips continentals professionals
Els equips continentals professionals, inscrits a l'UCI, estan constituïts per un director financer, els patrocinadors, els ciclistes i el personal encarregat del funcionament de l'equip (mànagers, directors esportius, assistents mèdics, mecànics...). El nombre de corredors per equip està comprès entre 14 i 25.
Els equips continentals professionals poden rebre un wild card que els permet disputar les proves de l'UCI ProTour. La decisió de l'UCI de donar o no el wild card respon a una sèrie de criteris com ara la qualitat esportiva de l'equip, el respecte als reglaments de l'UCI, les obligacions contracturals i legals i d'ètica esportiva.

### Els equips continentals
Els equips continentals són equips reconeguts i certificats per la federació nacional de ciclisme de la nacionalitat de la major part de ciclistes que el componen i registrat a l'l'UCI. Les normes que els afecteen són establertes per les federacions nacionals sobre la base de normes mínimes establertes per l'UCI. Una federació nacional no pot tenir més de 15 equips continentals per temporada. Els seus ciclistes no són necessàriament professionals, i el seu nombre per equip pot oscil·lar entre 8 i 16, sense comptar els que s'especialitzen en altres disciplines (ciclisme en pista, ciclocròs…).

## Les classificacions
Per cadascun dels circuits continentals s'estableixen classificacions individuals, per equips, per nacions i per nacions sub-23.

### Classificación individual
Els punts són atribuïts als ciclistes d'equips continentals i continentals professionals (els ciclistes d'equips ProTour no prenen part en aquestes classificacions) segons un barem que varia segons la categoria de la prova:
- les curses HC atorguen 100 punts al vencedor, 70 al segon, 40 al tercer, 30, 25, 20, 15, i de 10 a 3 punts entre la 8a i la 15a posició.
- les curses de classe 1 atorguen 80 punts al vencedor, 56 al segon, 32 al tercer, 24, 20, 26, 12, i de 8 a 3 punts entre la 8a i la 12a posició.
- les curses de classe 2 atorguen 40 punts al vencedor, 30 al segon, 16 al tercer, 12, 10, 8, 6, i 3 punts pel vuitè.
- les etapes de les curses per etapes atorguen de 20 a 2 punts pels vuit primers en les curses HC, de 16 a 2 punts pels sis primers de les curses de classe 1, i de 8 a 2 punts pels tres primers de les curses de classe 2.
- el dur un mallot de líder en les curses per etapes atorga, per etapa, 10 punts en les de classe HC, 8 en les de classe 1, i 4 en les de classe 2.

Els punts obtinguts per un ciclista en una prova li permeten figurar en la classificació continental, per la qual cosa un ciclista pot figurar en la classificació de diversos continents.

### Classificació per equips
La classificació per equips s'obté a partir de al suma dels punts dels 8 millors ciclistes de cada equip en la classificació individual.

### Classificació per nacions
La classificació per nacions s'obté a partir de la suma dels punts obtinguts als diferents circuits continentals pels ciclistes de països d'un mateix continent.
També hi ha una classificació específica per a ciclistes menors de 23 anys.

## Descripció dels cinc circuits

### UCI Àfrica Tour
Compost per 19 proves, el continent africà ha estat seu per primera vegada de curses de la classe 1 el 2008. Les principals proves són la Tropicale Amissa Bongo, que es disputa al Gabon, el Tour de Faso, a Burkina Faso, i el Tour d'Eritrea.

### UCI Amèrica Tour
L'UCI Amèrica Tour està constituïda per una trentena de proves. Sols els Estats Units acullen curses de classe HC (la Volta a Califòrnia i la USA Pro Cycling Challenge).

### UCI Àsia Tour
Unes 40 proves formen part de l'UCI Asia Tour. Les més prestigioses són el Tour de Langkawi (Malàisia) i la Volta al llac Qinghai (Xina), totes dues de categoria 2.HC. La Japan Cup (Japó) també és coneguda per haver format part de la Copa del món de ciclisme el 1996.

### UCI Europa Tour
El calendari UCI Europa Tour és el més extens i nombrós dels cinc circuits continentals, amb més de 300 proves.

### UCI Oceania Tour
Dels cinc circuits continentals l'UCI Oceania Tour és el que acull menys proves. Amb el pas del Tour Down Under a cagegoria UCI ProTour, sols dues proves en van formar part el 2014.